# Hadsund KulturCenter

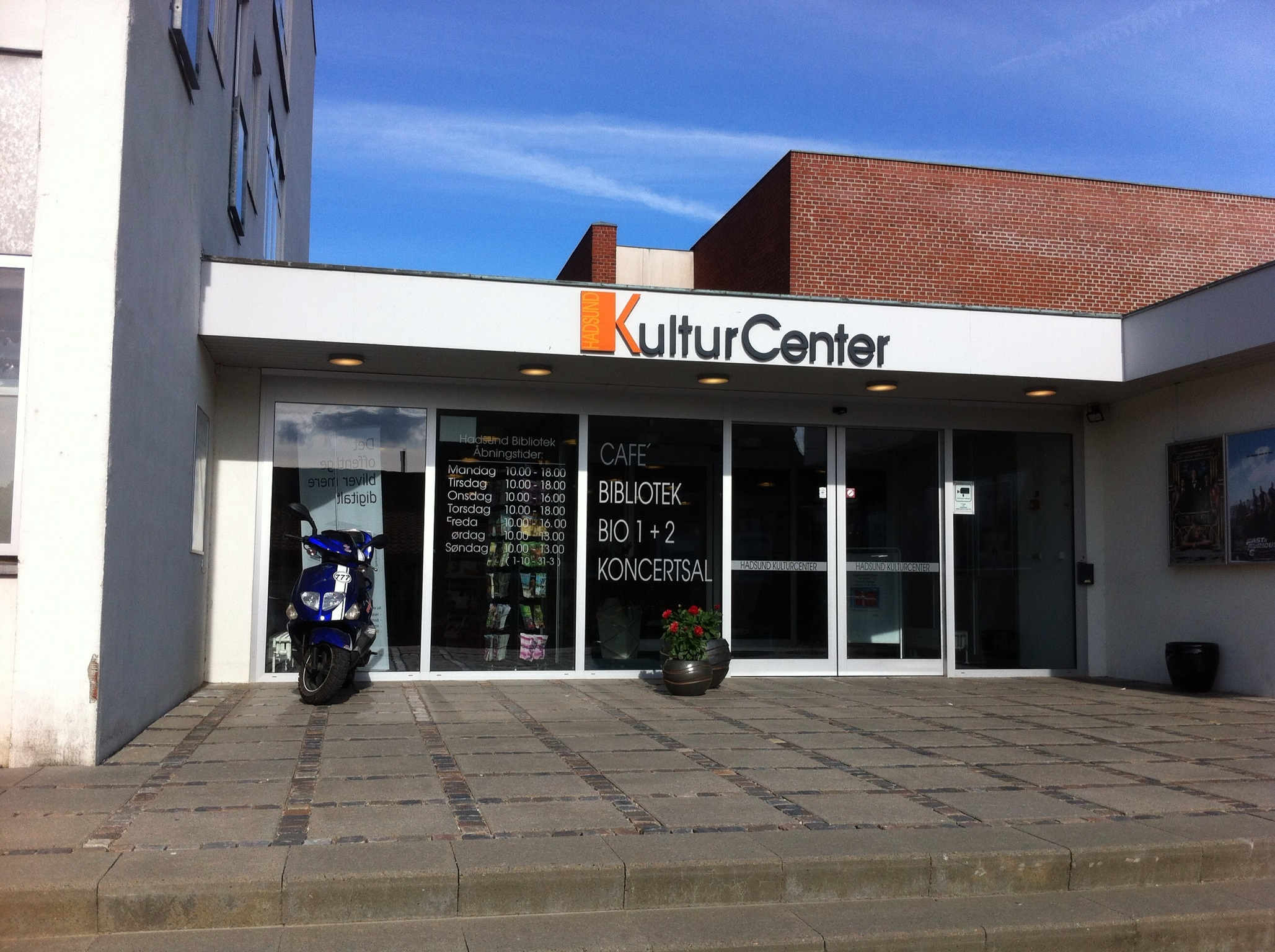
Eingang zum Hadsund KulturCenter.

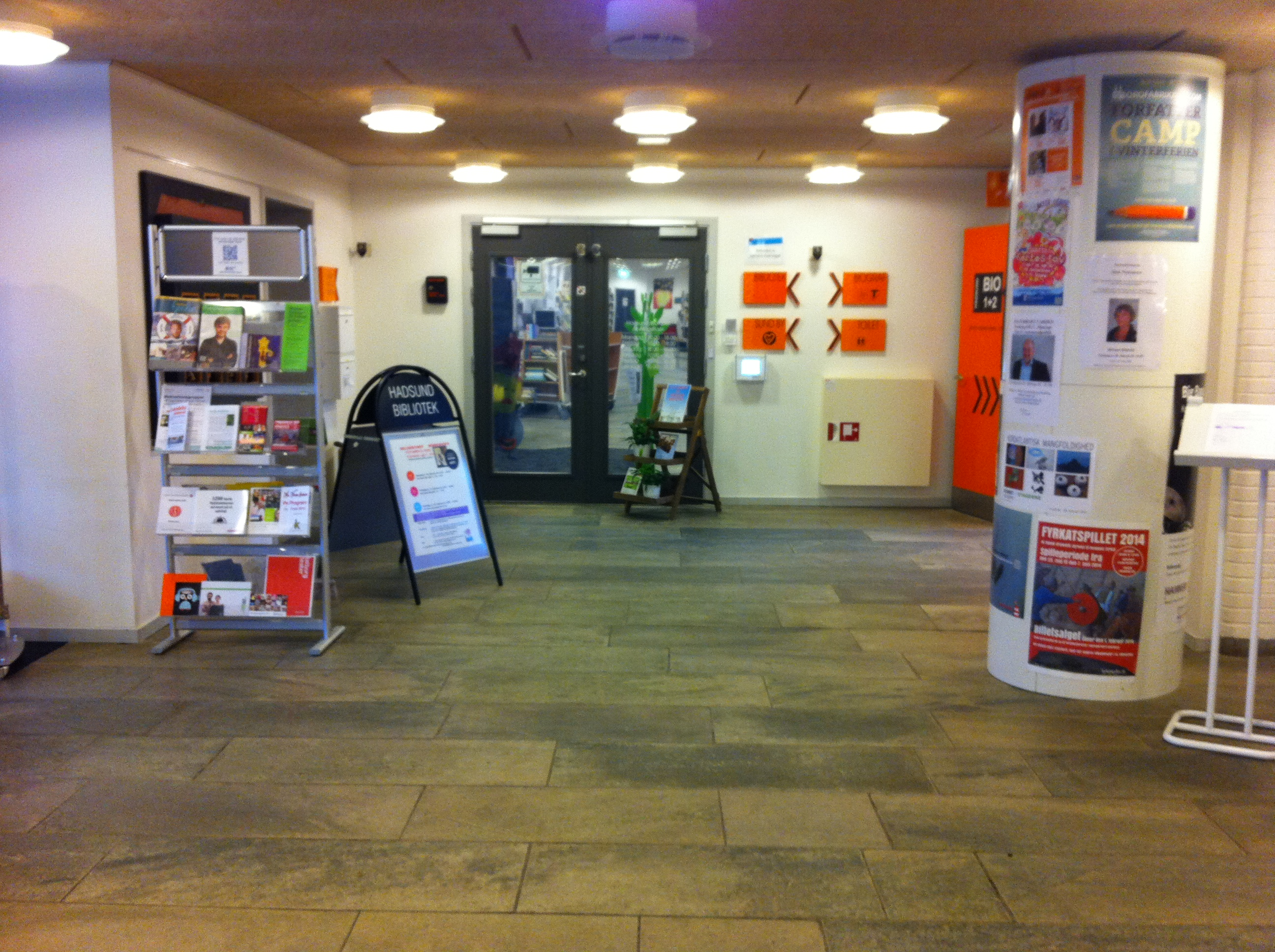
Die Bibliothek von Hadsund befindet sich auch im Kulturzentrum Hadsund.

Das Hadsund KulturCenter (deutsch: Kulturzentrum Hadsund) ist ein kulturelles Zentrum in Hadsund. Das Zentrum befindet sich in der ehemaligen Schule aus dem Jahre 1900.

## Konzerte
- Hadsunds skolorkester[1]
- Big Fat Snake[2]
- Big Fat Snake[3]
- Carsten Bang[4]
- Søs Fenger[5]
- Nina Forsberg[6]
- Sascha Dupont[6]
- Alex Nyborg Madsen[6]
- Ivan Pedersen[6]
- Erann DD[7]
- Michael Learns to Rock[8]
- Johnny Madsen
- Lis Sørensen[9]